# Прихотько, Антонина Фёдоровна
Антонина Фёдоровна Прихотько (26 апреля 1906 — 29 сентября 1995) — советский и украинский физик, один из крупнейших специалистов в области физики неметаллических кристаллов, доктор физико-математических наук, профессор, академик АН УССР, Заслуженный деятель науки УССР, лауреат Ленинской премии, Герой Социалистического Труда.

## Биография
Родилась в Пятигорске в 1906 г.
После окончания в 1923 г. средней школы поступила учиться на физико-технический факультет Ленинградского Политехнического института им. М. И. Калинина. Будучи студенткой третьего курса института, под руководством Ивана Васильевича Обреимова (впоследствии академика) начала заниматься научной работой в Ленинградском физико-техническом институте АН СССР.
После окончания института в 1929 г. А. Ф. Прихотько работала научным сотрудником в ЛФТИ. В 1930 г. вместе с группой молодых учёных она переезжает в Харьков во вновь организованный Харьковский физико-технический институт, где работала до 1941 г.
В 1927—1929 гг. И. В. Обреимовым были проведены пионерские исследования спектров поглощения молекулярных кристаллов, охлажденных до низких температур. Впервые на примере кристалла азобензола было показано, что глубокое охлаждение молекулярных кристаллов приводит к появлению в их спектрах большого количества узких полос, которые можно сгруппировать в серии, подобные сериям в спектрах соответствующих свободных молекул. Эти исследования явились началом нового направления в спектроскопии — низкотемпературной спектроскопии молекулярных кристаллов — и были продолжены И. В. Обреимовым и А. Ф. Прихотько в Харькове.
В начале 1930-х годов были получены в поляризованном свете спектры поглощения кристаллов нафталина, антрацена, фенантрена, охлажденных до температуры кипения жидкого водорода, проведён анализ структуры спектров, классификация полос, определены частоты внутримолекулярных колебаний в возбужденном состоянии.
В 1935—1940 гг. А. Ф. Прихотько выполнила большой цикл исследований спектров поглощения различных кристаллических модификаций кислорода, твердых смесей кислорода с азотом и аргоном и спектров поглощения кристаллов галогенов. В это же время Антонина Фёдоровна разработала ряд методик выращивания сверхтонких кристаллов органических соединений, пригодных для низкотемпературных спектральных исследований.
Великая Отечественная война и эвакуация УФТИ из Харькова прервали эти исследования. В годы войны А. Ф. Прихотько находилась в Уфе и принимала активное участие в работах по оказанию помощи фронту. В 1943 г. А. Ф. Прихотько защитила докторскую диссертацию.
После освобождения Украины от гитлеровцев А. Ф. Прихотько переезжает в Киев и организует в Институте физики АН УССР спектральную лабораторию, которая впоследствии стала крупнейшим в мире центром низкотемпературной спектроскопии неметаллических кристаллов. Одной из первых работ, выполненных А. Ф. Прихотько в Киеве, было исследование спектров сверхтонких (10−4 — 10−6 см) монокристаллов нафталина, охлажденных до температуры жидкого водорода. Экспериментальное мастерство, с которым была выполнена эта работа, долгое время являлось образцом для спектроскопистов.

## Научная деятельность
Наиболее важные научные результаты, полученные А. Ф. Прихотько в конце 40-х годов, связаны с обнаружением в спектрах поглощения молекулярных кристаллов (нафталин, антрацен, бензол, нафтацен и др.) резко поляризованных по кристаллографическим направлениями мультиплетов полос, которые отсутствуют в спектрах свободных молекул. Эти исследования явились экспериментальной основой для создания А. С. Давыдовым теории экситонных состояний в молекулярных кристаллах.
Открытие А. Ф. Прихотько и А. С. Давыдовым специфических для кристаллического состояния вещества коллективных возбуждений — экситонов, возникающих под действием электромагнитного возбуждения, — одно из важнейших достижений спектроскопии твёрдого тела, которое повлияло на всё развитие физики твердого тела. Экситонные представления сейчас широко используются не только в физике, но и в химии, биологии. За цикл работ по исследованию экситонов в кристаллах А. Ф. Прихотько в составе группы учёных  в 1966 году была удостоена Ленинской премии.
В 1950-е — 1960-е годы А.Ф. Прихотько (совместно с В. Л. Броуде) провела систематические исследования спектров поглощения гомологического ряда соединений бензола. Обнаружение полиморфных превращений в этом ряду позволило более глубоко разобраться в связи между кристаллической структурой и спектрами поглощения соответствующих веществ. Была обнаружена и исследована экситонная люминесценция, изучено влияние примесей и дефектов решетки на свечение этих кристаллов (совместно с В. Л. Броуде, Э. И. Рашбой, М. Т. Шпаком), разработаны прецизионные количественные методы измерения поглощения и дисперсии света в молекулярных кристаллах, что позволило установить ряд новых закономерностей поглощения света в кристаллах (совместно с М. С. Бродиным); впервые были проведены измерения формы экситонных полос поглощения при низких температурах (совместно с М. С. Соскиным), что явилось новым направлением работ по кристаллооптике поглощающих сред.
В последующие годы под руководством А. Ф. Прихотько проведены интересные исследования спектров поглощения α-кислорода, находящегося в сильных магнитных полях при температурах, близких к 1 К, что позволило установить, наряду с экситонными состояниями, биэкситонные процессы экситон-магнонного взаимодействия. Эти работы имеют принципиальное значение для спектроскопии антиферромагнитного состояния.
Большое влияние работы А.Ф. Прихотько оказали на развитие и совершенствование конструкции криостатов в Институте физики АН УССР. Впервые в институте под её руководством были разработаны и изготовлены металлические криостаты, которые в настоящее время прочно вошли в лабораторную практику, практически вытеснив стеклянные криостаты.
А. Ф. Прихотько подготовила большое количество кандидатов и докторов наук, трое из них — академики и члены-корреспонденты НАН Украины.
Умерла 29 сентября 1995 года на 90-м году жизни. Похоронена на Байковом кладбище вместе с семьей.

## Труды
А. Ф. Прихотько автор и соавтор более 150 научных работ, двух монографий.
В 1948 она была избрана членом-корреспондентом, а в 1964 — академиком АН УССР. В 1966 А. Ф. Прихотько присвоено звание Заслуженного деятеля науки УССР. Ей присвоено звание Героя Социалистического Труда, она награждена орденом Ленина, орденом Трудового Красного Знамени и медалями.